# José de San Martín (kommunhuvudort i Argentina)
José de San Martín är en kommunhuvudort i Argentina.   Den ligger i provinsen Chubut, i den sydvästra delen av landet, 1 500 km sydväst om huvudstaden Buenos Aires. José de San Martín ligger 700 meter över havet och antalet invånare är 1 453.
Terrängen runt José de San Martín är kuperad åt nordost, men åt sydväst är den platt. Trakten runt José de San Martín är nära nog obefolkad, med mindre än två invånare per kvadratkilometer.. Närmaste större samhälle är Gobernador Costa, 10,2 km väster om José de San Martín.
Omgivningarna runt José de San Martín är i huvudsak ett öppet busklandskap.